# 映画 キミとアイドルプリキュア♪ お待たせ!キミに届けるキラッキライブ!
- プリキュアシリーズ
  - キミとアイドルプリキュア♪ > 映画 キミとアイドルプリキュア♪ お待たせ!キミに届けるキラッキライブ!
  - わんだふるぷりきゅあ! > 映画 キミとアイドルプリキュア♪ お待たせ!キミに届けるキラッキライブ!
  - ひろがるスカイ!プリキュア > 映画 キミとアイドルプリキュア♪ お待たせ!キミに届けるキラッキライブ!

『映画 キミとアイドルプリキュア♪ お待たせ！キミに届けるキラッキライブ！』（えいが キミとアイドルプリキュア♪ おまたせ！キミにとどけるキラッキライブ！）は、2025年9月12日に公開予定の日本の劇場アニメ映画。
キャッチコピーは｢キミに贈る！“宇宙1”のスペシャルなステージ♪」「時を超える想いが伝説をつくる…！」。

## 概要
「プリキュアシリーズ」映画作品の第34弾で、上映時点の現行作品『キミとアイドルプリキュア♪』のシリーズ単独映画作品であり、前年公開の『わんだふるぷりきゅあ!ざ・むーびー! ドキドキ♡ゲームの世界で大冒険!』に続いて3作品クロスオーバー作品としての性格も持ち合わせており、今回はシリーズ前作の『わんだふるぷりきゅあ!』と前々作の『ひろがるスカイ!プリキュア』との共演となる。
2025年4月20日にティザーサイト・ティザービジュアル・特報映像が公開され、6月25日に正式タイトルや作品概要が発表、本サイト・キービジュアルも公開された。
監督は『映画 プリキュアオールスターズNewStage2 こころのともだち』『映画 プリキュアオールスターズNewStage3 永遠のともだち』の同職や『ひろがるスカイ!プリキュア』シリーズディレクターの小川孝治が担当。脚本は『トロピカル〜ジュ!プリキュア』の各話脚本や『マクロスF』などのシリーズ構成を務めた吉野弘幸が務める。キャラクターデザイン・総作画監督は歴代作品の変身バンク作画や『映画 プリキュアミラクルリープ みんなとの不思議な1日』『映画 プリキュアオールスターズF』で同職を務めた板岡錦が担当する。また、ゲストキャラクターの声優として、アイドル嫌いの少女・テラ役は『ひろがるスカイ』で少女時代のカイゼリン・アンダーグを演じた内田真礼、島に伝わる伝説の女神・アマス役はシリーズ初出演の佐倉綾音、アイアイ島の珊瑚の妖精・トット役はお笑いコンビのダイアンの津田篤宏をそれぞれ起用している。

## あらすじ
海に囲まれた不思議な島・アイアイ島。うたたちはここに住むサンゴの妖精・トットに招かれ、アイドルプリキュアとして10年に1度開催される宇宙一のアイドルイベント「スーパーミラクルアイドルフェスティバル」に出演することになった。ロボットや動物など様々なアイドルが集まる中、突如として謎の怪物が現れ、島と世界が危機的な状況に陥り、そればかりかうたたちは過去のアイアイ島に飛んで行ってしまう。うたはそこでアイドル嫌いの少女・テラと出会うことになる。

## 登場キャラクター

### キミとアイドルプリキュア♪
アイドルプリキュア
咲良 うた（さくら うた） / キュアアイドル
声 - 松岡美里
蒼風 なな（あおかぜ なな） / キュアウインク
声 - 髙橋ミナミ
紫雨 こころ（しぐれ こころ） / キュアキュンキュン
声 - 高森奈津美
プリルン / キュアズキューン
声 - 南條愛乃
メロロン / キュアキッス
声 - 花井美春
妖精
タナカーン / 田中（たなか）
声 - 諏訪部順一
その他の人物
響 カイト（ひびき カイト）
声 - 佐久間大介（Snow Man）

### わんだふるぷりきゅあ!
プリキュア
犬飼 こむぎ（いぬかい こむぎ） / キュアワンダフル
声 - 長縄まりあ
犬飼 いろは（いぬかい いろは） / キュアフレンディ
声 - 種﨑敦美
猫屋敷 ユキ（ねこやしき ユキ） / キュアニャミー
声 - 松田颯水
猫屋敷 まゆ（ねこやしき まゆ） / キュアリリアン
声 - 上田麗奈

### ひろがるスカイ!プリキュア
プリキュア
ソラ・ハレワタール / キュアスカイ
声 - 関根明良
虹ヶ丘 ましろ（にじがおか ましろ） / キュアプリズム
声 - 加隈亜衣
夕凪 ツバサ（ゆうなぎ ツバサ） / キュアウィング
声 - 村瀬歩
聖 あげは（ひじり あげは） / キュアバタフライ
声 - 七瀬彩夏
エル / キュアマジェスティ
声 - 古賀葵

### 本作品のオリジナルキャラクター
トット
声 - 津田篤宏（ダイアン）
アイアイ島の珊瑚の妖精。「スーパーミラクルアイドルフェスティバル」の運営委員長で、うたたちアイドルプリキュアに出演してもらうべく島に招待した。
テラ
声 - 内田真礼
うたたちが過去のアイアイ島で出会う、アイドルが嫌いな赤髪の少女。
アマス
声 - 佐倉綾音
アイアイ島を厄災から守る伝説の女神。島に伝わる伝説によれば、現代に存在する女神像はアマス本人が石化したものとされている。

## スタッフ
- 原作 - 東堂いづみ
- 漫画 - 上北ふたご（講談社「なかよし」連載）
- 監督 - 小川孝治[2]
- 脚本 - 吉野弘幸[2]
- 音楽 - 深澤恵梨香、馬瀬みさき[2]
- キャラクターデザイン、総作画監督 - 板岡錦[2]
- オリジナルキャラクターデザイン - 杉本海帆、内田陽子、なすか、斎藤敦史
- 美術監督 - 谷岡善王[2]
- 色彩設計 - 竹澤聡[2]
- 撮影監督 - 大島由貴[2]
- CGディレクター - 近藤まり[2]
- 制作担当 - 直田宏隆[2]
- アニメーション制作 - 東映アニメーション
- 制作 - 映画キミとアイドルプリキュア♪製作委員会（東映アニメーション、東映、ABCアニメーション、バンダイ、ADKエモーションズ、マーベラス）
- 配給 - 東映

## 主題歌
主題歌「♪HiBiKi Au Uta♪」
作詞 - 青木久美子 / 作曲・編曲 - 馬瀬みさき / 歌 - キュアアイドル（松岡美里）、キュアウインク（髙橋ミナミ）、キュアキュンキュン（高森奈津美）、キュアズキューン（南條愛乃）、キュアキッス（花井美春）
咲良うた（松岡美里）による「♪HiBiKi Au Uta♪ 〜Solo Arrange Ver.〜」もあり。
公開に先駆け、2025年8月10日17時頃に同楽曲のリリックビデオが公開されている。
「キミとアイドルプリキュア♪ Light Up！ ReMix for You and Idol Precure♪」
作詞 - 六ツ見純代 / 作曲・編曲 - 広川恵一 / 歌 - キュアアイドル（松岡美里）、キュアウインク（髙橋ミナミ）、キュアキュンキュン（高森奈津美）、キュアズキューン（南條愛乃）、キュアキッス（花井美春）
石井あみ・熊田茜音・吉武千颯によるテレビシリーズオープニングテーマのプリキュア役声優によるカバーバージョン。

## プロモーション

### 前売り券・ムビチケ
ムビチケ前売券
2025年6月27日より発売開始。劇場販売分には「キラッキランラン♪リボンクリップ」の、アイドル＆プリルン＆メロロンver.とキュンキュン＆ウインクver.の2種いずれか1つが特典として付く。通信販売、イベント物販、公式ショップ「プリキュア プリティストア」での販売分にはキャラクター5人のいずれかが描かれたイラスト仕様カードとなっている。
@Loppi限定 グッズ付ムビチケコンビニ券
本作品の公開を記念したグッズ付のムビチケコンビニ券を全国のローソン店内のLoppiにて2025年6月27日より予約受付を実施。プリルンとメロロンのリバーシブル仕様ポシェットとキラルンリボン映画ver.の「キミと一緒に♪おでかけセット」、プリキュアが描かれたマフラータオル5種の中から1つとキービジュアルが描かれたトートバッグ、ティザービジュアルを元にしたアクリルジオラマの「キミと一緒に♪全力応援セット」、プリキュアが描かれたメラミンハートプレート2枚とラメコップの「キミと一緒に♪ランチセット」の全3種類を用意する。

### 入場者プレゼント
ミラクルアイアイブレス
今回の中学生以下の入場者に配布されるプレゼントはブレスレット型アイテムとなっており、プリルンとメロロン2種類各25万個全50万個がランダム配布される。

### イベント・キャンペーン・プロジェクト
キミプリ♪ぬりえコンテスト
各劇場で配布されている線画チラシに色を塗って撮影し、2025年6月27日から8月11日までの期間にSNSに投稿して応募すると抽選で豪華景品がプレゼントされる企画を実施した。また、MOVIX仙台など一部の劇場でも塗り絵イベントが実施された。
都営バス みんくる♡『映画キミとアイドルプリキュア♪お待たせ！キミに届けるキラッキライブ！』スタンプラリー
2025年7月19日から8月31日までの期間に都営バス都02、都08、上26系統の沿線施設5ヶ所にスタンプ台を設置し、都営バスの車内や営業所・支店・定期券発売所、都営地下鉄各駅構内（一部駅除く）にあるリーフレットにスタンプを押して応募ハガキを送ると、抽選でプレゼントが当たるキャンペーンを実施する。また、スタンプラリー開催に合わせて上述の期間には、池86・上58・早77の3系統でラッピングバスも運行される。
映画公開記念 クイズラリー
2025年8月1日から10月13日23時59分までの期間、一部を除く全国の映画館で本作品の公開を記念したクイズラリーを開催。対象の映画館に掲示されたポスターに記載のQRコードを読み取り、特設サイトをスタッフに提示すると先着で本作品オリジナルの「キラッキランラン♪ステッカー」が貰えるほか、対象の映画館に掲示されたクイズポスターの問題を解き特設サイトから必要事項を明記の上応募すると抽選で景品がプレゼントされる。
東武ワールドスクウェア
2025年8月2日から9月28日までの期間、栃木県日光市の東武ワールドスクウェアにて、本作品とのコラボレーションイベントを開催予定。
中野駅前大盆踊り大会
2025年8月3日に東京都中野区の中野セントラルパーク・パークアベニューで開催された盆踊りイベントに、キュアアイドル、キュアワンダフル、キュアスカイが登場した。また会場では先着で本作品オリジナルうちわが配布されたほか、塗り絵イベントも行われた。
ザ・モール仙台長町×MOVIX仙台
2025年8月11日から9月28日までの期間、宮城県仙台市のザ・モール仙台長町と同施設のPart2に出店しているMOVIX仙台にて本作品の公開を記念したスペシャルイベントを開催。このうちザ・モール仙台長町では、ララガーデン長町と合同で後述のクイズラリーのほか、8月16日には本館2階 いこいの広場にてキュアアイドルによるフォトセッション、本館3階 緑のエレベーター前特設会場にて「キミプリ♪ぬりえイベント」の開催も予定されている。また、MOVIX仙台では本作品のフォトスポットとなるスタンディが設置される。
タワーレコードカフェ 「映画キミとアイドルプリキュア♪×TOWER RECORDS CAFE」
本作品の公開を記念したコラボレーションカフェとして、2025年9月5日から24日までの前期と同月25日から10月13日までの後期にて表参道店（東京都渋谷区）、9月25日から10月7日までの前期と同月8日から19日までの後期にて大阪ステーションシティ店（大阪市北区、大阪ステーションシティ サウスゲートビルディング内）、9日から17日までの前期と18日から26日までの後期にて名古屋栄スカイル店（名古屋市中区）と福岡店（福岡市中央区）の4店舗にてそれぞれ開催。店頭では、『キミとアイドルプリキュア♪』、『わんだふるぷりきゅあ！』、『ひろがるスカイ！プリキュア』の3作品のプリキュアの各メンバーをイメージしたコラボメニュー、持ち帰り専用のオリジナルボトルドリンクのほか、前述3作品の描き下ろしコラボグッズをそれぞれ販売する。また、コラボメニューの注文で1枚ランダムでオリジナルコースター、7月26日20時販売予定の予約チケット購入でオリジナルステッカーを予約席数分、コラボメニュー・テイクアウト・グッズの合計購入金額税込5000円以上で通期全14種のビジュアルカードがランダムで1枚それぞれ貰える。
赤い羽根共同募金
2025年8月下旬から北海道内並びに全国各地で本作品とのコラボレーションによる共同募金ポスターの掲示を開始予定。共同募金会または市町村共同募金委員会窓口にて一定額以上募金すると、謝礼として本作品とのコラボクリアファイルが進呈される。
天王寺駅周辺施設（阿倍野・天王寺地区）
2025年8月23日から10月5日までの期間、あべのキューズモール、アポロビル、ルシアスビルの3施設合同で本作品の公開を記念したスタンプラリー『プリキュアラリーinあべの』を実施。館内5ヶ所に設置されたスタンプをラリーシートに押し、キューズモール内のプリキュア プリティストア大阪本店、またはイトーヨーカドーあべの店の2階玩具売場レジ、あべのアポロシネマのシネマグッズ売場のいずれかに提示して参加賞が貰えるほか、応募用紙をあべのアポロシネマの応募ボックスに投函すると抽選で賞品がプレゼントされる。
映画公開記念応援イベント プリキュアシンガーズリリースミニライブ
映画公開4日目の2025年9月15日に、千葉県柏市のセブンパーク アリオ柏の屋外スマイル・パークにて、『キミとアイドルプリキュア♪』主題歌歌手の石井あみ・熊田茜音・吉武千颯と歴代主題歌歌手の池田彩・北川理恵・後本萌葉の6人が出演するミニライブを11時と15時30分の2回開催、合わせて関連CDの販売や特典お渡し会も実施する予定。
同所では他にもキャラクターショーとして、13日に歴代プリキュア24人が登場するダンスメドレーとスペシャルステージで構成される「プリキュアオールスターズがやってくる！」、14日に『キミとアイドルプリキュア♪』のショーに加えキュアワンダフル・キュアフレンディ・キュアスカイ・キュアプリズムがゲスト出演し揃ってダンスを披露する特別版の『キミとアイドルプリキュア♪スペシャルショー』が開催予定となっている。

### #映画キミプリ キミに会いたい！真夏のキラッキライブツアー♪
本作品の公開を記念し、プリキュア5人が以下の日程と会場で全国各地を巡るライブツアーイベントを開催予定。
| 日時          | 会場名                                                                  | 備考 |
| ------------- | ----------------------------------------------------------------------- | --- |
| 2025年 8月2日 | Hareza池袋（東京都）                                                    | - 開催当日は前年のシリーズ単独映画のツアーイベントと同様に、Hareza池袋の開業5周年を記念して開催された野外ライブイベント『Harezaの日 5th Anniversary SUMMER FESTIVAL 2025』（2025年8月1日 - 3日）に本作品が参加。2日の17時10分 - 17時30分に中池袋公園にプリキュア5人とオープニング主題歌歌手の吉武千颯、石井あみが出演するライブイベントを開催した。 - これにあわせて、19時30分からはTOHOシネマズ池袋にて映画前作『わんだふるぷりきゅあ!ざ・むーびー! ドキドキ♡ゲームの世界で大冒険!』の応援上映も開催した。 |
| 8月11日       | サッポロファクトリー（北海道）                                          | |
| 8月30日       | グランシップ 大ホール・海（静岡県コンベンションアーツセンター、静岡県） | - 開催当日は『JA共済 Presents ちびっこ防災アドベンチャー2025』内のイベントとして、本作品のライブイベントを開催する。 |
| 8月31日       | キャナルシティ博多（福岡県）                                            | |
| 9月6日        | イオンモール広島府中（広島県）                                          | |
| 9月7日        | あべのキューズモール（大阪府）                                          | |
| 9月14日       | 仙台駅前イービーンズ（宮城県）                                          | |
| 9月20日       | ららぽーと名古屋みなとアクルス（愛知県）                                | |
| 9月27日       | 全国の映画館                                                            | ライブビューイングを実施予定 |

### その他
神奈川県警察 生活安全部 生活安全総務課
2025年8月15日に本作品とのタイアップポスターを製作。子供の外出時に親に行先を告げるよう促す啓発ポスターとなっており、神奈川県内の県警が運営する施設や県内の自治会の掲示板（地域掲示板）などに順次掲示される。

## 関連番組・作品
東映アニメーションミュージアムチャンネル
東映アニメーションミュージアムの公式YouTubeチャンネルにて、過去のシリーズ作品の中から、オールスターズ映画と本作品に参加するテレビシリーズ第1話の2本立てを2週連続で1週間限定プレミア配信する予定。第1弾は2025年8月9日17時より、2013年3月公開の『映画 プリキュアオールスターズNewStage2 こころのともだち』とシリーズ前作『わんだふるぷりきゅあ!』の第1話を配信、第2弾は同月16日17時より、2014年3月公開の『映画 プリキュアオールスターズNewStage3 永遠のともだち』とシリーズ前々作『ひろがるスカイ!プリキュア』の第1話を配信する。

## 関連商品
音楽CDの初回特典は全商品共通でキャンバスブロマイド（スーパーアート6色印刷）が付属する。
- 音楽CD『『映画キミとアイドルプリキュア♪ お待たせ！キミに届けるキラッキライブ！』ソングアルバム』（マーベラス/ソニー・ミュージックソリューションズ、2025年9月10日発売予定、MJSA-01430[8]）
  - 本作品で使用する5曲と主題歌『♪HiBiKi Au Uta♪』2バージョンのオリジナル・カラオケの計7曲を収録。
- 音楽CD『映画キミとアイドルプリキュア♪ お待たせ！キミに届けるキラッキライブ！』オリジナル・サウンドトラック（マーベラス/ソニー・ミュージックソリューションズ、2025年9月10日発売予定、MJSA-01431[8]）
- 雑誌『月刊ザテレビジョン 10月号 映画キミとアイドルプリキュア♪限定ver.』（KADOKAWA、2025年8月22日発売予定）
  - 本作品公開に合わせて発行される『月刊ザテレビジョン』の映画仕様の特別限定版で、本作品のストーリー解説と声優によるクロストーク形式のインタビューを掲載。また、表紙にはプリキュア5人がレモンを持った描き下ろしイラストとなっており、Amazonからの購入特典として同イラストのソロショットのL版ブロマイド5種から1枚ランダムで封入される[29][30]。